# بحيرة الوسطى القديمة
بحيرة الوسطى القديمة بحيرة جافة وإحدى المواقع الأثرية في السعودية، تبعد 140 كيلومترا شرق محافظة تيماء في منطقة تبوك، شمال غرب المملكة. وبها تحصلت الأبحاث الجيولوجية على أول دليل مادي مباشر على استيطان الإنسان القديم على أرض المملكة منذ 85 ألف عام، بعد العثور على عظمة إصبع في رواسب البحيرة داخل كثبان رملية تعود إلى زمن الهولوسين، وهي أقدم أحفورة خارج نطاق أفريقيا وفلسطين.

## انظر ايضاً
- بئر هداج
- أرض تيماء